# Distretto di Seben
Il distretto di Seben (in turco Seben ilçesi) è uno dei distretti della provincia di Bolu, in Turchia.